# Patriotische Union
„Patriotische Union“ nannte sich eine 2021 gegründete deutsche, mutmaßlich rechtsterroristische Gruppe der Reichsbürger- und QAnon-Bewegung um Heinrich XIII. Prinz Reuß. In den Medien wird sie meist Gruppe Reuß, Reuß-Gruppe oder Reußgruppe genannt.
Im Dezember 2022 ließ der Generalbundesanwalt bei einer weiträumigen Razzia zunächst 25, später nochmals drei mutmaßliche Mitglieder oder Unterstützer der Gruppe unter dem dringenden Verdacht festnehmen, sie hätten eine terroristische Vereinigung gebildet und einen bewaffneten Staatsstreich gegen die staatliche Ordnung der Bundesrepublik Deutschland geplant. Seit August 2023 wird gegen insgesamt 69 mutmaßlich Beteiligte ermittelt.
Im Dezember 2023 erhob der Generalbundesanwalt gegen 27 davon Anklage wegen Bildung einer terroristischen Vereinigung. Der Strafprozess wurde dreigeteilt: Seit Ende April 2024 verhandelt das Oberlandesgericht Stuttgart gegen neun Angeklagte, seit Mai 2024 das Oberlandesgericht Frankfurt am Main gegen neun weitere, ab Juni 2024 das Oberlandesgericht München gegen die übrigen acht. Ein Angeklagter verstarb vor Prozessbeginn.

## Ermittlungsverlauf
Im Mai 2021 erhielt die Bayerische Polizei eine anonyme Strafanzeige mit dem Hinweis auf ein YouTube-Video: Darin kündigte ein späteres Mitglied der Gruppe Reuß einen Putsch „in Bund und Ländern“ an.
Im April 2022 stießen Ermittler im Umfeld der „Vereinten Patrioten“ auf eine ideologisch nahestehende Gruppe um Heinrich Reuß. Daraufhin beobachtete das Landesamt für Verfassungsschutz Hessen einen „Gefährdungssachverhalt“ um Reuß und seine Kontaktpersonen. Das Bundeskriminalamt (BKA) und mehrere Verfassungsschutzämter observierten ihre Treffen, hörten Telefonate ab und sammelten Beweise für ihre mutmaßlichen Pläne.
Ab November 2022 planten das BKA und mehrere Landeskriminalämter einen gemeinsamen Großeinsatz gegen die Gruppe, um die Umsetzung ihrer weit fortgeschrittenen Umsturzpläne zu verhindern. Am 27. November 2022, als der Einsatztermin schon feststand, besuchte das Bayerische Landeskriminalamt den Hauptverdächtigen Maximilian Eder für eine Gefährderansprache. Dieser warnte dann seine Nachbarin vor einem weiteren Polizeibesuch und informierte eventuell auch andere Gruppenmitglieder. Der Vorgang gefährdete somit die Sicherung von Beweismitteln.
Am 7. Dezember 2022 ließ der Generalbundesanwalt die Räume von 52 Personen durchsuchen und 23 davon in Deutschland festnehmen, je eine weitere Person in Österreich und Italien. Sie sollen eine terroristische Vereinigung gebildet und einige sollen sich konkret darauf vorbereitet haben, bewaffnet und gewaltsam in den Deutschen Bundestag einzudringen. Mit rund 5000 beteiligten Polizisten war diese Razzia der bisher größte bundesdeutsche Antiterroreinsatz. Bis zum 21. Dezember 2022 wurden 25 Haftbefehle in Vollzug gesetzt. Der in Perugia festgenommene Maximilian Eder wurde am 16. Februar 2023 nach Deutschland ausgeliefert. Zudem ermittelte der Generalbundesanwalt gegen 29 weitere, nicht festgenommene mutmaßliche Unterstützer der Gruppe. Am 12. Dezember 2022 informierte die Bundesanwaltschaft den Rechtsausschuss und den Innenausschuss des Bundestags über die Razzia.
Die Besondere Aufbauorganisation (BAO) „Schatten“ des BKA wertete die gesicherten Beweismittel mit zeitweise mehr als 300 Ermittlern monatelang aus. Man fand weitere Kontaktpersonen der Gruppe, darunter drei aktive Polizeibeamte, einen aktiven Soldaten und vier Reservisten der Bundeswehr. Sie sollen zum Teil weitere staatsfeindliche Netzwerke und Gruppen gebildet haben.
Am 22. März 2023 ließ der Generalbundesanwalt in Deutschland und der Schweiz Räume von fünf mutmaßlichen Unterstützern und vierzehn Zeugen durchsuchen. Dabei schoss Markus L. in Reutlingen mit einem Schnellfeuergewehr AR-15 auf das Spezialeinsatzkommando (SEK) Baden-Württemberg und durchschoss den Unterarm eines Beamten, bevor er sich ergab und festnehmen ließ. Der Generalbundesanwalt leitete ein Verfahren wegen des dringenden Verdachts des mehrfachen versuchten Mordes und der gefährlichen Körperverletzung gegen ihn ein.
Am 22. Mai 2023 ließ der Generalbundesanwalt drei weitere mutmaßliche Gruppenmitglieder festnehmen. Am 21. Juni 2023 ließ er die Wohnungen von fünf mutmaßlichen Anhängern der Gruppe in Aldingen, Empfingen, St. Johann, Ebersbach an der Fils, Tübingen und Hameln durchsuchen, ohne sie festzunehmen.
Im März 2023 wurde einer der 23 Haftbefehle aufgehoben; der Tatverdacht blieb bestehen. Im Juli 2023 verlängerte der Bundesgerichtshof (BGH) die Untersuchungshaft der übrigen 22 Beschuldigten, weil sie „hochwahrscheinlich“ anstrebten, „die grundgesetzliche Ordnung gewaltsam zu ändern“. Im Oktober 2023 wies das Bundesverfassungsgericht die Verfassungsbeschwerde eines Beschuldigten gegen bestimmte Haftbedingungen ab.
Bis November 2023 ließ der Generalbundesanwalt das Gelände des KSK in Calw zweimal nach illegalen Munitions- und Waffendepots durchsuchen. Man vermutete dort vermisste ehemalige NVA-Waffen, die der frühere Bundeswehroffizier Rüdiger von Pescatore in den 1990er Jahren unterschlagen hatte.
Am 4. Juni 2024 ließ die Bundesanwaltschaft mit rund 700 Polizisten sieben Objekte und drei Grundstücke in Baden-Württemberg, Schleswig-Holstein und Sachsen durchsuchen, darunter ein Rittergut, Bunker und einen ehemaligen Truppenübungsplatz. Auf den Grundstücken wurden bisher nicht gefundene Waffendepots vermutet, von denen die Gruppe wiederholt gesprochen hatte. Sie gehören zwei mutmaßlichen Unterstützern der Reußgruppe, einem 73-jährigen Mann und seiner 63-jährigen Ehefrau, und sollen zur Rekrutierung von „Heimatschutzkompanien“ gedient haben. Der Mann soll eine große Menge an Waffen besitzen. Zugleich ließ die Generalstaatsanwaltschaft Dresden in Seiffen und Pockau-Lengefeld Räume von zwei weiteren mutmaßlichen Mitgliedern oder Helfern der Gruppe durchsuchen.
Am 11. Juni 2024 erfolgten Razzien in Rinteln (Landkreis Schaumburg), Dannenberg (Elbe) (Landkreis Lüchow-Dannenberg), Wahrenholz (Landkreis Gifhorn) und Allstedt in Sachsen-Anhalt. Dabei wurden Wohnungen und Häuser von vier weiteren mutmaßlichen Unterstützern oder Mitgliedern der Reußgruppe durchsucht, je zwei Frauen und zwei Männern. Eine Verdächtige ist Ärztin und soll sich bereit erklärt haben, im Wendland eine „Heimatschutzkompanie“ aufzubauen. Die Generalstaatsanwaltschaft Celle übernahm vom Generalbundesanwalt sieben Ermittlungsverfahren gegen 13 mutmaßliche Unterstützer, die bis dahin nicht festgenommen wurden.
Bis Juli 2024 gab der Generalbundesanwalt 47 weitere Ermittlungsverfahren zu möglichen Unterstützern der Gruppe an Staatsanwaltschaften der Länder ab.
Im September 2024 ließ die Staatsanwaltschaft Stuttgart die Wohnung eines 45-Jährigen in Jettingen (Landkreis Böblingen) durchsuchen. Ein SEK beschlagnahmte Beweismittel und Waffen. Der Verdächtige soll die Umsturzpläne der Reußgruppe gekannt haben. Im November 2024 erfolgten weitere Razzien bei mutmaßlichen Unterstützern der Gruppe in Judenbach (Landkreis Sonneberg), Naila (Kreis Hof), im Saale-Orla-Kreis und am oberen Rennsteig.
Am 7. August 2025 führte das LKA Bayern mit rund 300 Beamten acht weitere Razzien im Umfeld der Reußgruppe durch, vier davon in Bayern (Landkreis Forchheim, Landkreis Nürnberger Land), drei in Sachsen (Erzgebirgskreis, Chemnitz) sowie eine in Thüringen (Landkreis Eichsfeld). Beschuldigt wurden eine Frau und fünf Männer, von denen drei als mutmaßliche Gruppenmitglieder festgenommen wurden. Ferner wurden Waffen und Datenträger sichergestellt.

## Vorläufige Ermittlungsergebnisse

### Vorläufergruppe
Nach im Frankfurter Büro von Heinrich Reuß gefundenen Belegen hatte er am 1. April 2019 in Bad Lobenstein eine Vorläufergruppe namens „Kompetenzteam Freies Deutschland“ (KTFD) gegründet. Diese hatte laut einem Sitzungsprotokoll eine „vorübergehende Einsetzung des Kaisers“ und eine „diplomatische Kontaktaufnahme mit den Alliierten“ durch eine „offene Aussprache mit Lawarov“ erwogen. Gemeint war wohl Russlands Außenminister Sergei Wiktorowitsch Lawrow, mit dem auch die „Patriotische Union“ später Kontakt aufzunehmen versuchte. Mehr als 30 Personen verpflichteten sich 2019 mit Verschwiegenheitserklärungen zum Stillschweigen über alle Aktivitäten des KTFD; andernfalls sollten sie sich vor einem „internationalen Gerichtshof“ verantworten.
Eine solche Erklärung unterschrieb auch der Dachdecker Frank Haußner aus Zeulenroda, Leiter der „Patrioten Ostthüringen“. Im November 2019 versuchte er, Reuß per E-Mail ein Treffen mit den Verschwörungsideologen Eva Herman und Andreas Popp zu vermitteln, das er für Anfang Dezember 2019 in Walsrode geplant habe. Haußner hatte 2018 an einem Seminar des Paares in Kanada teilgenommen und 2019 ein Treffen mit Reuß erbeten. Dies bestätigten die beiden 2024, bestritten aber jeglichen Kontakt mit Reuß.
2020 rief Reuß mit seinen Unterstützern in Bad Lobenstein den Fantasiestaat „Fürstentum Reuß“ aus. Im Frühjahr 2021 kündigte eine „staatliche Wahlkommission Reuß“ dort öffentlich die Wahl eines „Verwesers“ (Interimsregenten) an, für die man die „Staatsangehörigkeit Reuß“ besitzen müsse. Dazu verteilten anonyme „engagierte und ehrenwerte Bürger“ Flugblätter mit Links auf Videos von Reuß. Auch die rechtsextremen Gruppen „Freies Thüringen“ und „Patrioten Ostthüringen“ unterstützten ihn. Deren Anführer Frank Haußner erklärte das „Fürstentum Reuß“ im Oktober 2021 zum „legitimen Rechtsnachfolger eines Reichsfürsten […], der den Weg zu Staatlichkeit und Souveränität mit uns gehen will“. Dafür sei der deutsche Adel ein Verbündeter.

### Gründung, Pläne, Ziele
Laut der Anklageschrift beschlossen die Rädelsführer um Reuß und Pescatore im Juli 2021, eine Gruppe zu bilden, um „die staatliche Ordnung in Deutschland mit Waffengewalt zu beseitigen“. Nach Medienberichten fand das Gründungstreffen bei Thomas T. in Buch am Wald statt. Pescatore wurde per Videotelefonat aus Brasilien zugeschaltet.
Laut dem Generalbundesanwalt plante die Gruppe spätestens seit Ende November 2021, die Staatsordnung der Bundesrepublik gewaltsam zu beseitigen und durch eine eigene, schon in Grundzügen ausgearbeitete Staatsform zu ersetzen. Sie habe einen „Systemwechsel auf allen Ebenen“ angestrebt, sei bereit gewesen, dafür militärische Mittel einzusetzen und Gewalt gegen staatliche Repräsentanten bis hin zu Tötungsdelikten zu verüben. Ein Kommando ehemaliger Bundeswehrsoldaten wollte an einem „Tag X“ mit Waffengewalt den Deutschen Bundestag stürmen, Abgeordnete abführen und über ein Codewort im Radio „Blackouts“ auslösen, um die Bundesregierung zu stürzen. Eine Übergangsregierung unter Reuß, die die Gruppe bis März 2022 aufgestellt hatte, sollte die Bundesregierung dann ersetzen. Der Sturm des Bundestags sollte Aufstände provozieren.
Laut dem BGH wollten die Putschisten den Bundestag bei einer Plenarsitzung stürmen, den Bundeskanzler und alle anwesenden Minister festnehmen, fesseln und als Geiseln im Fernsehen vorführen, damit sich Regierungsgegner aus Behörden und Institutionen dem Umsturzversuch anschließen würden. Bis zu 16 bewaffnete Angreifer sollten in das Reichstagsgebäude eindringen und dort Politiker fesseln und abführen.
Zudem plante die Gruppe „Säuberungen“ in vielen Kommunen und wollte wohl deren Bürgermeister beseitigen. Laut einer „Einsatzbesprechung“ wollte die Gruppe auch Bundespräsident Frank-Walter Steinmeier wie die Regierungsmitglieder „an die Wand stellen“, also standrechtlich hinrichten. In abgehörten Telefonaten äußerten Gruppenmitglieder, das „Zionistenpack“ des „Judenstaates“ Bundesrepublik werde bald verschwunden sein; Homosexuelle seien „Gesindel“ und müssten „endlich vernichtet“ werden; „wer nicht deutsch ist, kommt weg“. Als Strafe etwa für steigende Gaspreise wollte Reuß die Regierungsmitglieder „einen nach dem anderen umlegen“. Das genaue Datum und der äußere Anlass des Umsturzversuchs waren in der Gruppe noch ungeklärt. Jedoch waren die zugehörigen Personen dazu laut dem BKA fest entschlossen.
Reuß hatte Russlands Staatspräsidenten Wladimir Putin in einem Brief um militärische Hilfe dabei gebeten, „die 26 Staaten des unauflöslichen und ewigen Bundes wiederherzustellen“. Demnach wollte die Gruppe das Deutsche Reich von 1871 „reaktivieren“ und dessen Grenzen wieder einführen. Nach dem Umsturz sollte die „Übergangsregierung“ einen „Friedensvertrag“ mit den alliierten Siegermächten des Zweiten Weltkriegs aushandeln. Außenpolitisch suchte die Gruppe enge Beziehungen zu Russland, auch weil Reuß sich als Verwandter der Romanows sah. Obwohl er erbrechtlich keine Chance auf die Thronfolge des letzten deutschen Kaisers und nicht einmal auf ein Fürstentum hatte, lehnte die Gruppe den Kaiser-Erben Georg Friedrich Prinz von Preußen als neues Staatsoberhaupt ihres angestrebten Reiches strikt ab. Man erwog, das adelige „Geburtsrecht des Ältesten“ durch das „Prinzip der Eignung“ zu ersetzen. Der „Wille zum Dienen mit all seinen Erfordernissen der ,Unterwerfung‘“ mache Reuß am besten geeignet. Innenpolitisch wollte die Gruppe ein Parlament aus maximal 201 Abgeordneten einführen. Man erhoffte sich durch „überschaubare und klare Verwaltungsstrukturen“ niedrige Staatsausgaben und Steuerstreichungen. Mit der Bundesrepublik sollte auch deren Staatsverschuldung verschwinden. Ein Mitglied verlangte, ein „indigener Deutscher“ müsse seine deutsche Ahnenlinie bis ins Jahr 1913 lückenlos nachweisen können. Laut der Gruppenmitgründerin Ruth Leiding sollten „alle Ausländer“ das angestrebte Deutsche Reich nach dem Umsturz verlassen.
In einem „USA“ betitelten Ordner im Büro von Reuß fanden BKA-Ermittler Belege, dass er Kontakt zu Donald Trump gesucht hatte. 2017 und im Februar 2021 hatte er an Trump Briefe geschrieben und den Direktor von Trumps Golfclub Mar-a-Lago gebeten, sie an Trump weiterzuleiten. Im März 2021 hatte Reuß eine aus dem Bundestagsbüro der AfD-Parteivorsitzenden Alice Weidel weitergeleitete E-Mail mit dem Betreff „Bannon“ erhalten. Die Mail enthielt die Kontaktdaten von Alexandra V. Preate, einer Vertrauten von Trumps früherem Berater Steve Bannon. Zudem erhielt Reuß eine Adresse von Trumps Tochter Ivanka Trump. Offenbar wollte er über sie und Bannon Kontakt zu Trump aufnehmen.

### Ideologie
Laut dem Generalbundesanwalt verband alle Beschuldigten eine „tiefe Ablehnung der staatlichen Institutionen und der freiheitlich demokratischen Grundordnung der Bundesrepublik Deutschland“, gespeist durch ein „Konglomerat aus Verschwörungsmythen“ der Reichsbürger- und QAnon-Ideologie. Sie glaubten, derzeit regiere ein „Deep State“ über Deutschland. Es gebe einen technisch überlegenen Geheimbund von Nachrichtendiensten und Militärs Russlands, der USA und anderer Staaten, dessen Vertreter sich in Deutschland aufhielten. Diese „Allianz“ werde den „Deep State“ zeitnah angreifen und Deutschland davon befreien. In einem abgehörten Telefonat vom 25. September 2022 prophezeite Reuß, „dass die kommenden Ereignisse von der Allianz gesteuert werden“. Darauf habe seine Gruppe keinen Einfluss. Die Putschisten erwarteten demnach, jene Allianz werde den erhofften Umsturz lenken und ihnen den Weg an die Macht ebnen. Dazu sollten einige Mitglieder Kontakte zu ausländischen Machthabern herstellen und Verträge mit ihnen schließen. Laut dem BGH erwartete die Gruppe einen Angriff der „Allianz“ aus Außerirdischen und mit ihnen verbündeten „Sehern“. Danach wollte sie die übrigen Institutionen und Vertreter des Staates bekämpfen und eine eigene Staatsverwaltung aufbauen.
Reuß vertrat 2019 in einer englischsprachigen Rede vor dem Worldwebforum in Zürich gängige antisemitische und antidemokratische Verschwörungsklischees: Die Freimaurer hätten die Oktoberrevolution angestiftet; Unternehmen, die Adolf Hitler finanziert hätten, beherrschten die USA; die jüdische Bankiersfamilie Rothschild habe Kriege und Revolutionen angezettelt; die Rotschilds hätten den deutschen Adel zerstört; Deutschland sei kein souveräner Staat; das Grundgesetz der Bundesrepublik Deutschland sei ein Unterdrückungsinstrument der Alliierten; diese verwalteten Deutschland noch immer. Er klagte über eine angebliche Allmacht jüdischer „Finanzmächte“. Seit dieser Rede beobachtete der Verfassungsschutz ihn. 2019 erklärte Reuß vor der UNO, Deutschland habe keine eigene Verfassung und gelte der UNO als Feindstaat. Die Alliierten hätten das Grundgesetz als „Verwaltungsordnung für das vereinte Wirtschaftsgebiet Deutschland“ geschrieben. Das Deutsche Reich von 1918 sei völkerrechtlich nicht untergegangen und man müsse seine Verwaltungsstruktur wiederherstellen, „um den Deutschen wieder eine Verfassung zu geben und um Friedensverträge abschließen zu können“. In um 2020 erstellten Videos erklärte Reuß unter seinem Familienwappen seine eigene „Amtseinführung“ als Interimsfürst und eine „Notstandsverordnung Nr. 1“: Er schwöre „den Reußischen Volksstämmen“ und „den indigenen Völkern“, sie gegen weltliche Mächte und „in der kosmischen Sphäre“ zu verteidigen. In einem Brief von 2021 erwog er, das Wiedererstehen der Reuß’schen Fürstentümer könne das Deutsche Reich aus der Kaiserzeit erweckt haben. Doch „ohne den Schutz der Alliierten“ könne er dies nicht öffentlich bekanntgeben. Hoffentlich werde US-Präsident Trump dies tun und „die Republik“ ausrufen.
Nach Medienrecherchen verknüpften viele Gruppenmitglieder „Reichsbürger“-Thesen mit Esoterik und QAnon-Ideologie. Sie glaubten an eine Macht der Sterne (Astrologie), sahen sich als „Auserwählte“, die von einem weit entfernten Sternensystem stammen, oder als Medium für Botschaften übernatürlicher Wesen. Sie glaubten an einen galaktischen Kampf gegen „böse Mächte“, bei dem Außerirdische den Sturz der Regierung unterstützen würden. Höchste Kreise der Politik und Kultur seien in rituelle Pädophilie verwickelt und von Satanisten beherrscht, die Kinder auf grausame Art ermordeten, um sich von ihrem Fleisch zu ernähren und ihr Blut als Verjüngungsmittel Adrenochrom zu trinken. Eine von Donald Trump geführte „Galaktische Föderation des Lichts“ werde den Übergang in die neue Ordnung schaffen. Diese Idee stammte von dem US-Amerikaner Sheldan Nidle (You’re Becoming a Galactic Human, 1994). Einige vertraten die QAnon-These von deep underground military bases (DUMBs): Der deep state habe Deutschland mit einem geheimen Tunnelsystem durchzogen, halte dort Kinder gefangen und töte sie, um ein Verjüngungselixier zu gewinnen. Nach der Flutkatastrophe im Ahrtal 2021 habe man in einem Regierungsbunker 700 Kinderleichen entdeckt. Kinder würden in satanischen Ritualen gefoltert, gebraten und verspeist. Um gefangene Kinder zu befreien, wollten „Seher“ geheime Tunneleingänge im Schwarzwald oder der Schweiz auffinden. In unterirdischen Tunnelsystemen  würden „Reptiloide“ (Echsenmenschen) und satanistische „Eliten“ die Kinder foltern und töten.

### Gliederung
Laut dem Generalbundesanwalt waren Reuß und Pescatore die Rädelsführer der Gruppe. Reuß leitete ihr Zentralgremium, intern der „Rat“ genannt. Diesen stellte die Gruppe im Februar 2022 als Übergangsregierung auf und legte ein Schattenkabinett fest: Reuß war als Staatsoberhaupt vorgesehen, Birgit Malsack-Winkemann als Justizministerin, Tim Paul Gorgass als Außenminister, Michael Fritsch als Innenminister, Melanie Ritter als Gesundheitsministerin und Ruth Hildegard Leiding für ein geplantes neues Ministerium für „Transkommunikation“. Einige Mitglieder wollten den Unternehmensberater Markus Krall als „Wirtschafts- und Finanzminister“ gewinnen, zu dem Reuß Kontakt hatte.
Der ehemalige Bundeswehroffizier Rüdiger von Pescatore soll den „militärischen Arm“ der Gruppe geführt und Maximilian Eder, Michael Fritsch, Frank Heppner, Marco van H., Thomas M., Wolfram S., Christian Wendler und Peter Wörner in diesen aufgenommen haben. Diese Teilgruppe habe die geplante Machtübernahme mit Waffengewalt durchsetzen, dazu eine abhörsichere Kommunikations- und IT-Struktur sowie militärisch organisierte und bewaffnete „Heimatschutzkompanien“ aufbauen, deren künftige Unterbringung und Verpflegung planen, neue Mitglieder rekrutieren, Waffen und andere Ausrüstung beschaffen und Schießübungen durchführen sollen. In die Umsetzung seien Norbert G., Markus H., Matthias H., Harald P. und Ralf S. eingebunden gewesen. Laut dem BGH traf sich Pescatore regelmäßig mit dem „Rat“ von Reuß.

### Treffen und Anwerbung
Im Oktober 2021 warben Reuß und Pescatore neue Mitglieder an und übernahmen die Gruppenführung. Am 25. November 2021 informierten Eder und Wörner die Leiter „R.“ (mutmaßlich Reuß), Pescatore und Fritsch laut dem BGH, dass sie den Bundestag mit bis zu 16 bewaffneten Elitekräften stürmen wollten. Fortan hätten die fünf diesen Plan aktiv verfolgt, dabei Waffengewalt gegen Polizei und Sicherheitskräfte eingeplant, die Tötung von Personen erwartet und billigend in Kauf genommen. Reuß soll Eder damals 50.000 Euro zum Aufbau des militärischen Gruppenarms gegeben haben.
Ab Februar 2022 trafen sich zehn bis fünfzehn Personen um Reuß regelmäßig jeden Monat in dessen Jagdschloss Waidmannsheil und einer Gastwirtschaft in Bad Lobenstein. Im April 2022 traf Wörner den Leiter der „Vereinten Patrioten“ Sven Birkmann und bat ihn um Personal zur Erstürmung des Bundestags. Bei der folgenden Festnahme einiger Mitglieder der „Vereinten Patrioten“ wurde Wörners Haus durchsucht. Wegen Waffenfunden dort wurde Wörner weiter überwacht. So fand man seinen Kontakt zu Reuß und dessen ideologisch verwandter Gruppe.
Im Juni 2022 diskutierte die Gruppe im Jagdschloss von Reuß über Donald Trumps Rolle als angeblicher „Allianz“-Anführer: Trump baue ein geheimes weltweites Kommunikationssystem auf. Mit ihm verbündete US-Amerikaner lagerten mehr als eine Million Notstromaggregate in Deutschland für den erwarteten System-Umsturz.
Im Herbst 2022 versuchten Pescatore und weitere Verdächtige landesweit gezielt neue Mitglieder unter Soldaten und Polizisten anzuwerben. Dazu trafen sie sich mindestens viermal in Baden-Württemberg. An einem weiteren Treffen in Norddeutschland beteiligten sich etwa 15 Personen. Laut Anklageschrift führten Wörner und Pescatore in Mulda (Sachsen) Vorstellungsgespräche mit Bewerbern durch.
Laut Aussagen von Beschuldigten diskutierte der „Rat“ seit Juli 2022 über den Zeitpunkt des geplanten Umsturzes. Eine „Seherin“ erwartete das Startsignal der „Allianz“ wegen einer Planetenkonstellation am 1. August 2022. Bei einem Treffen am 17. September 2022 bei Bad Lobenstein kam es zum Streit über das Ausbleiben der angekündigten Hilfe Russlands. Im November 2022 in Bochum sprachen die Teilnehmer eines Rekrutierungstreffen laut einem Zeugen über einen „Tag X“ des geplanten Umsturzes, den sie als von außen hervorgerufen erwarteten. Mehrere Mitglieder forderten nun von Reuß, möglichst bald loszuschlagen, um ihn endlich zum Staatsoberhaupt zu machen. Als Startsignal der „Allianz“ vermutete man etwa Naturkatastrophen, einen Börsencrash oder einen elektromagnetischen Impuls durch Putin. Einige sahen den Tod von Königin Elisabeth II. (8. September 2022) als Startsignal. Danach rief die Gruppe auf Telegram einen Countdown von 48 Stunden aus: Der deep state sei in seine „absolute Endphase“ eingetreten. Nach Ablauf der Frist stritten sich Reuß und Pescatore im „Rat“. Marco van H., der vermeintliche „Verbindungsoffizier“ zur „Allianz“, gab sich nun als „Plejadier“ aus und wurde für die anderen zunehmend unglaubwürdig. So wuchs stetig der Handlungsdruck in der Gruppe, bald loszuschlagen. Am 7. Dezember 2022 sagte Eder in einem Video, es könne noch vor Weihnachten losgehen.
Wie schon im Juni 2022 in Leipzig, so trafen Gruppenmitglieder im Dezember 2022 erneut Vertreter der Regierung Russlands, diesmal in Frankfurt am Main.

### Listen
Bei Peter Wörner fand man eine Liste mit achtzehn Namen von Journalisten und Politikern, darunter Bundeskanzler Olaf Scholz, Außenministerin Annalena Baerbock, Saskia Esken, Kevin Kühnert, Armin Laschet, Friedrich Merz, ferner die bayerischen Landesminister Klaus Holetschek und Joachim Herrmann, die Fernsehmoderatorinnen Maybrit Illner, Sandra Maischberger und einen weiteren Fernsehmoderator. Das BKA informierte die betroffenen Politiker sofort über den Fund. Der Zweck der Liste sollte ermittelt werden.
Bei Marco van H. fand die Polizei einen Zettel (mutmaßlich eine weitere Feindesliste) mit den Namen von zehn Politikern aus Baden-Württemberg und den Adressen ihrer Wahlkreisbüros, den Namen mehrerer Ärzte, den Adressen ihrer Praxen sowie dem Namen eines Gerichtsvollziehers. Ein weiteres Gruppenmitglied besaß eine Liste mit Namen von Ärzten und Beschäftigten des Gesundheitssystems der Schweiz sowie deutschen Politikern und Medienvertretern. Bei manchen Namen standen handschriftliche Notizen, etwa, eine Person habe angeblich Babys in Tunnel gebracht, eine andere habe sie dort gefoltert und getötet.

### Bewaffnung und Aufbau bewaffneter Einheiten
23 Beschuldigte der Gruppe sind an Waffen ausgebildete und geübte Bundeswehrreservisten, weitere waren Berufssoldaten. Mehrere Hauptverdächtige gehörten zum Kommando Spezialkräfte (KSK).
Im April 2022 fand man in Peter Wörners Haus Schusswaffen, Munition, einen Totschläger, eine Handgranatenattrappe, sechs Gewehrmagazine, Gefechtshelme und Schutzwesten. Er hatte Survivaltrainings in der Rhön, Übungen mit scharfen Waffen und von Geisel- und Gefangennahmen angeboten. Im April 2022 leitete er ein Waffentraining auf einer ehemaligen Bundeswehrschießanlage auf dem Oschenberg bei Bayreuth, an dem Pescatore und fünf weitere Beschuldigte teilnahmen. Im Sommer 2022 trafen sich Pescatore, Wörner und ein aktiver KSK-Soldat in Horb am Neckar. Wörner besuchte drei Waffengeschäfte in Süddeutschland, andere wollten in Tschechien Munition beschaffen. Angehörige des „militärischen Arms“ erkundeten, ob Bundeswehrkasernen in Hessen, Baden-Württemberg und Bayern zum Unterbringen eigener Truppen nach dem Umsturz dienen konnten. Nach Recherchen von Bellingcat fanden zudem Kampftrainings von Gruppenmitgliedern auf dem Balkan statt. Pescatore bezahlte Teilnehmern der Schießtrainings aus der von ihm verwalteten „Patriotenkasse“ der Gruppe die Benzinkosten ihrer Anreise.
Bis August 2023 fanden die Ermittler im Umfeld der Gruppe insgesamt 362 Schusswaffen, 347 Hieb- und Stichwaffen, 148.761 Munitionsteile und 17 Sprengmittel. Allein bei Pescatore fand man 165 Schusswaffen, darunter zwei Pistolen aus einem Bundeswehrdepot. Ein Beschuldigter besaß eine Doppelbockflinte und ein Winchester-Gewehr. Im Haus eines beschuldigten Soldaten fand man Plastikhandfesseln, 22 Sturmhauben und einen Stempel mit der Aufschrift „Heimatschutzkompanie 161, Christian-Ritter-von-Popp-Straße 25, 95448 Bayreuth“. Dort befand sich die Bundespolizeiabteilung Bayreuth.
94 Waffen besaßen die Beschuldigten legal, 63 davon besaß ein Waffenhändler. Die Waffen fanden sich in mehr als 50 der rund 150 durchsuchten Objekte. Beschlagnahmt wurden auch zwei Dienstwaffen von Polizisten, Elektroschocker, Nachtsichtgeräte, Schusswesten und mehrere tausend Schuss Munition, darunter rund 100 scharfe Patronen aus Bundeswehrbeständen. Ende 2022 fand man im Jagdschloss von Reuß weitere 1034 Schuss Munition.
Der Sportschütze und ehemalige Obergefreite Markus L. besaß 22 legale Schusswaffen, ein Maschinengewehr, neun Langwaffen, Handfeuerwaffen und Handgranaten. Er hatte sechs Waffenbesitzkarten, durfte mit Sprengstoff umgehen und hatte sich Bauteile weiterer Waffen und Munition aus dem Internet bestellt. Die Sportschützin Birgit Malsack-Winkemann hatte Zugang zu mindestens zwei Pistolen. Bei ihr fand man einen Revolver, eine halbautomatische Selbstladebüchse mit Zielfernrohr und rund 7.000 Patronen. Im September 2022 hatte die Gruppe Schulterklappen und Kragenspiegel für die Dienstgrade ihrer Uniformentwürfe sowie Nummernschilder für Militärfahrzeuge bestellt.
Laut der Anklageschrift wollte die Gruppe bundesweit 286 „Heimatschutzkompanien“ mit je 250 Mann aufbauen und daraus eine „Neue Deutsche Armee“ bilden. Als deren Aufgabe nannten „Grundsatzpapiere“ der Gruppe eine „Neutralisierung von konterrevolutionären Kräften“, also Tötung von Gegnern, nach dem „Tag X“ des geplanten Umsturzes. Zudem sollten die Kompanien für eine „aktive Überwachung des urbanen Raumes“ und „Unterbindung von Partisanenaktivitäten“ sorgen. Bis Dezember 2022 soll die Gruppe drei bzw. mehrere „Heimatschutzkompanien“ für polizeiliche und militärische Aufgaben beim Umsturz aufgebaut haben. Laut Anklage sollte die „Kompanie 221“ die Bereiche Tübingen und Freudenstadt in Baden-Württemberg abdecken. Dort sollen schon Zuständige für die Rekrutierung weiteren Personals ernannt worden sein. Eine weitere, ebenfalls selbsttätige Kompanie war demnach für Jena, den Saale-Holzland-Kreis und den Saale-Orla-Kreis vorgesehen. Ermittler fanden umfangreiche Organigramme, Teilnehmerlisten, Aufstellungen über Fähigkeiten und Waffenkenntnisse und vielfältige Aktionen zum Aufbau weiterer Heimatschutzkompanien für „Säuberungsaktionen“ nach dem Putsch.

### Weitere Funde
Bei der Razzia am 7. Dezember 2022 fand man auch Ausspähnotizen von der Graf-Zeppelin-Kaserne in Calw, ein Organigramm der angestrebten „Reichsregierung“, Blanko-Impfausweise, die Droge Ecstasy und „Verschwiegenheitserklärungen“. Diese drohten mindestens 136 Unterzeichnern für einen Verrat der Pläne zur „Reaktivierung Deutschlands“ Strafen bis hin zur Todesstrafe an. Diese sollte nach gefundenen Dokumenten bei Verstößen gegen die „Geheimhaltungspflicht“ „durch den PR ausgesprochen und durch ein Militärgericht abgeurteilt und vollzogen“ werden, also als standrechtliche Hinrichtung.
Über Reuß hatte die Gruppe 14 hochwertige Satellitentelefone angeschafft. Bis Ende Januar 2023 beschlagnahmten die Ermittler bei den Verdächtigen mehr als 420.000 Euro Bargeld und rund 50 Kilogramm Gold- und Silbermünzen. Zudem fanden sie ein Schließfach mit Goldbarren im Wert von sechs Millionen Euro.
Im Jagdschloss von Reuß fanden sie den esoterischen Text „Die Smaragdtafeln von Thoth dem Atlanter“, ein mit Alufolie umwickeltes Satellitentelefon, Kontounterlagen der russischen Sberbank und eine Einladung des russischen Konsulats in Leipzig. Im Schlosspark fanden sie eine goldene Pyramide, darin Zettel mit handgeschriebenen Hieroglyphen und laminierten „Verfügungen“ von Reuß sowie Schriftstücken einer esoterischen „Energie-Management Anstalt“. Die gegen Funkwellen abgeschirmte und vergoldete Pyramide hatte Reuß 2021 unerlaubt auf dem Schlossgelände bauen lassen. Darum leitete das zuständige Bauordnungsamt im August 2023 ein Verfahren gegen ihn ein.
Laut späterer Aussage eines BKA-Kriminaloberkommissars fand man in den Frankfurter Büroräumen von Reuß unter anderem Schriften des Holocaustleugners Gerard Menuhin und des rechtsextremen Autors Jan Udo Holey, Texte mit Titeln wie „Die BRD als GmbH“ und Ordner mit Titeln wie „Tribunalliste“ und „Anerkennung der echten BRD“. Ferner fand man eine Telefonliste mit den Namen mutmaßlicher Mitverschwörer, Vorräte haltbarer Lebensmittel, Mittel zur Wasseraufbereitung und Konservierung und eine Kiste mit NS-Devotionalien. Diese stammt laut Reuß’ Verteidigern von seinem Vater, der Offizier der Wehrmacht gewesen war. Zudem fand man mehrere tausend Euro in einem Safe, Schlüssel zu Schließfächern in der Schweiz, Pfefferspray, einen Säbel und Zettel mit esoterischen Sprüchen.

## Beschuldigte

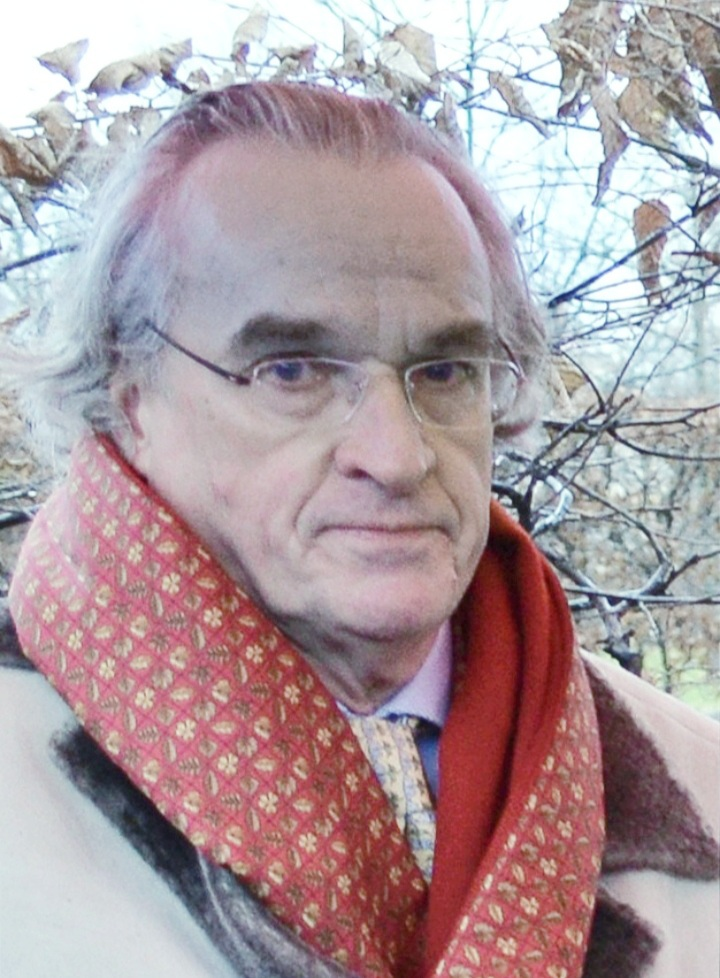
Heinrich Reuß (2018)

Am 7. Dezember 2022 nannte der Generalbundesanwalt 22 Deutsche mit abgekürzten Nachnamen als mutmaßliche Mitglieder, zwei weitere Deutsche und eine Russin als mutmaßliche Unterstützer der terrorverdächtigen Gruppe. Am 22. März 2023 erhöhte er die Gesamtzahl der Beschuldigten auf 61. Medienberichte machten viele vollständige Namen und Details zu ihnen bekannt.

### Mutmaßliche Mitglieder
Der Unternehmer Heinrich Reuß (* 1951) besitzt das Jagdschloss Waidmannsheil in Bad Lobenstein, wo sich die Gruppe mehrmals versammelte. Wie einige Adelige in der AfD versuchte er seit Jahren, vermeintliche Erbansprüche auf Grundeigentum auf früherem DDR-Gebiet juristisch durchzusetzen. Seine Reichsbürgerideologie und sein Putschplan sollten wohl die von ihm beklagte Entmachtung des deutschen Adels rückgängig machen. Er hatte laut dem Bundesnachrichtendienst (BND) Kontakt zum nationalistischen russischen Motorradclub Nachtwölfe, den der russische Geheimdienst FSB beeinflusst. Dieser soll die gewaltsamen Ziele der Reußgruppe gekannt haben.
Thomas T. aus dem Landkreis Ansbach galt als „rechte Hand“ von Reuß und sollte nach dem geplanten Umsturz sein persönlicher Referent werden. Er stammt aus der Rocker-Szene, soll ein Schießtraining und mehrere Koordinierungstreffen der Gruppe besucht, dann deren Ressort „Transkommunikation“ geleitet und die von Reuß beschafften Satellitentelefone an weitere Beschuldigte verteilt haben. Er sollte laut Ermittlern auch am geplanten Angriff auf den Bundestag teilnehmen.
Rüdiger von Pescatore (* 1953) war in den 1990er Jahren Kommandeur eines Fallschirmjägerbataillons und fiel damals auf, etwa weil er Kameraden Wehrmachtslieder beibrachte. 1996 wurde er wegen Unterschlagens von Bundeswehrwaffen aus früheren NVA-Beständen zu einer Bewährungsstrafe verurteilt und entlassen. Als Leiter des militärischen Arms der Reußgruppe soll er Schießübungen organisiert und neue Mitglieder rekrutiert haben. 2019 kommentierte er einen Blogeintrag zum Reichswirtschaftsminister Hjalmar Schacht des NS-Regimes so: Die Menschheit werde „die Wahrheit erst nach dem Systemwechsel“ erfahren, wenn der „Krankheitskeim Freimaurer“ für immer ausgerottet sei. Im September 2022 behauptete er in einem Telefonat mit seiner Tochter, ein Angriff Russlands mit zwei Millionen Soldaten auf die NATO und die Europäische Union stehe kurz bevor, zuerst auf das Baltikum und Polen, dann auf Deutschland. Dies sei Auftakt einer weltweiten Befreiung. In Berlin und hunderten deutschen Ortschaften sei schon der Strom ausgefallen. Zugleich beklagte er sich, er habe noch immer keinen direkten Kontakt zu jener „Allianz“, zu Putin und Xi Jinping, und warte noch auf deren Rückmeldung zu den von ihm verfassten Vorlagen und Befehlen.
Maximilian Eder aus Eppenschlag hatte seit Jahren die QAnon-Ideologie vertreten und war während der Coronapandemie auf „Querdenker“-Protesten mit Umsturzvorhaben hervorgetreten. Laut der Anklageschrift hat er Bundestagsgebäude in Berlin ausgespäht, aktive Bundeswehrsoldaten, darunter zwei Generäle, für die Putschziele der Gruppe anzuwerben versucht, Waffen und Ausrüstung dafür gekauft und einen Textentwurf verfasst, der die Bundesregierung nach dem geplanten Staatsstreich für abgesetzt erklären sollte. Kurz vor seiner Verhaftung soll Eder per Rundmail die Falschmeldung  versandt haben, Putin habe Trump in Mar-a-Lago getroffen und ihm von der Befreiung tausender Kinder aus angeblichen „Pädophilenlagern“ in der Ukraine durch russische Soldaten berichtet.
Peter Wörner aus Hollfeld diente bis in die 1990er Jahre als Zeitsoldat im selben Bataillon wie Rüdiger von Pescatore. Nach Eigenangaben absolvierte er den Einzelkämpferlehrgang. Zuletzt arbeitete er als Survival-Trainer. Ermittler verdächtigten ihn schon früh, er habe einen KSK-Angehörigen 2017 in Sindelfingen vor einer bevorstehenden polizeilichen Durchsuchung gewarnt. Im Frühjahr 2021 trat er mit Eder im Ahrtal auf. Wegen seiner Kontakte zu den „Vereinten Patrioten“ geriet er 2022 unter Verdacht, eine Entführung von Gesundheitsminister Karl Lauterbach mitgeplant zu haben. In Wörners Haus fand man neben Waffen und Munition ein YouTube-Video: Darin sprach er von einem Umsturz und nannte die Regierung eine „verbrecherische Clique“, die bald von „etwas Neuem“ abgelöst werde. In späteren abgehörten Gesprächen sprach er davon, man werde das Reichstagsgebäude stürmen und Abgeordnete festnehmen. Ferner fand man auf seinem Mobiltelefon Fotos oder Videos vom Paul-Löbe-Haus, von der U-Bahn-Station des Reichstagsgebäudes, von Absperrungen um das Gebäude, vom Bundestagsplenarsaal und vom U-Bahnhof am Sitz des Bundespräsidenten. Laut Anklageschrift soll Wörner Exekutions- und Festnahmelisten angelegt und geplant haben, Bundeskanzler Olaf Scholz sowie die TV-Moderatoren Markus Lanz und Sandra Maischberger festzunehmen. Offen ist, ob Wörner diese Pläne mit der Reußgruppe absprach. Ferner soll er aktive Bundeswehrsoldaten für den Putschplan angeworben, große Mengen an Ausrüstung und Uniformteilen beschafft, mit Harald P. Bundestagsgebäude ausgespäht und ein Schießtraining organisiert haben, aus dessen Teilnehmern die Einsatzkräfte für den geplanten Angriff auf den Bundestag ausgewählt werden sollten. Beim Anwerben neuer Gruppenmitglieder behauptete er, er habe schon gegen Reptiloide gekämpft. Einem Bekannten, der eine Waffe für ihn aufbewahrt haben soll, erzählte Wörner von seinen angeblichen Kontakten zu US-amerikanischen und russischen Mitgliedern der fiktiven „Allianz“.
Andreas M. ist ein aktiver Oberstabsfeldwebel des KSK. Er nahm an mehreren Bundeswehreinsätzen in Afghanistan teil. Ab 2021 sprach er in einem Profilbild vom „tiefen Staat“ und verweigerte die Schutzimpfung gegen COVID-19. Im Oktober 2022 soll er mit seinem Truppenausweis Mitglieder der Reußgruppe in Kasernen eingeschleust haben, damit sie deren Eignung zum Unterbringen eigener Truppen nach dem Umsturz prüfen konnten. Der Militärische Abschirmdienst (MAD) überwachte ihn ab 2021 als mutmaßlichen „Reichsbürger“ und fand so seinen Kontakt zu Rüdiger von Pescatore. M. soll in der Reußgruppe für Logistik zuständig gewesen sein, am Aufbau privater Heimatschutzkompanien gearbeitet haben und seine Wohnung als Gefechtsstand zur Verfügung gestellt haben.
Marco van H. aus Wöschbach ist ein vorbestrafter ehemaliger Zeitsoldat, der beim KSK war. Er war bei Coronaprotesten in Pforzheim aktiv und soll weitere Mitglieder für die Gruppe angeworben haben. Im Mai 2022 soll er sich im Jagdschloss Waidmannsheil dem Schattenkabinett von Reuß vorgestellt und behauptet haben, er habe Kontakt zu einer „Allianz“ ausländischer Armeen und mit dieser entführte Kinder aus unterirdischen Erdtunneln befreit. Unter dem zerstörten Haus einer jüdischen Familie in Baden-Württemberg sei ein angebliches Tunnelsystem aufgedeckt worden. Er soll der Gruppe angeboten haben, es zu besichtigen. Nach Aussage von Birgit Malsack-Winkemann sollte H. dafür sorgen, dass die fiktive „Allianz“ die Gruppe Reuß nach deren Umsturz als Übergangsregierung akzeptieren würde. H. schlug der Gruppe „Verschwiegenheitserklärungen“ für Kontaktpersonen vor und soll die Todesstrafe bei Verstößen verlangt haben. Laut internen Telefonaten erstellte er die Erklärungen mit zwei weiteren Gruppenmitgliedern und sammelte im Gruppenauftrag bei Coronaprotesten Unterschriften dafür. Bei späteren Gruppentreffen hielten immer mehr Beteiligte H. für einen Hochstapler, da die „Allianz“ nicht auf dessen angebliche Kontakte zu ihren Führern antwortete. Auch Reuß misstraute H. ab Oktober 2022.
Auch Harald P. aus dem Landkreis Schweinfurt ist ein ehemaliger Bundeswehrsoldat, der Ermittlern im April 2022 bei Festnahmen von „Vereinten Patrioten“ auffiel. Der Generalbundesanwalt zählt ihn zum militärischen Arm der Reußgruppe. Dort soll er für die Bewaffnung der Gruppe zuständig gewesen sein sowie bei Schießübungen und dem Aufbau einer abhörsichereren Kommunikationsstruktur geholfen haben. Er sollte die militärische Strategie des Umsturzes umsetzen.
Thomas M. ist ein Familienvater aus Kirchehrenbach und arbeitete in der Sicherheitsbranche. Er war schon länger im Fokus der Ermittler. Laut Generalbundesanwalt war er Mitglied des militärischen Führungsstabs und versuchte im November 2022 in Norddeutschland, gezielt Polizeibeamte für die Reußgruppe zu gewinnen.
Michael Fritsch ist ein früherer Kriminalhauptkommissar aus Hannover. Er sollte nach dem rechtsterroristischen Anschlag in Halle (Saale) 2019 Schutzkonzepte für Synagogen in Hannover erstellen. Ab 2020 trat er als Polizist bei „Querdenken“-Protesten auf, verglich Coronaschutzmaßnahmen mit Methoden des NS-Regimes, verbreitete Verschwörungsmythen über einen angeblichen Great Reset und QAnon-Ideologie. Er organisierte auf Telegram die Gruppe „D-Day 2.0“ mit. Dort planten Coronaleugner, Rechtsextreme und „Reichsbürger“ unter anderem, mit schweren Fahrzeugen neuralgische Punkte auf Autobahnen zu besetzen. Im Frühjahr 2021 rief er Soldaten und Polizisten auf Telegram zum Umsturz an einem geeigneten Zeitpunkt auf. Es sei sicherzustellen, „wenn quasi die Regierung abgesetzt wird, dass die militärische Einheit dann vorübergehend die Kontrolle übernimmt und zusammen mit der Polizei für Frieden auf den Straßen sorgt.“ Zur Bundestagswahl 2021 kandidierte er erfolglos als Spitzenkandidat für die Basisdemokratische Partei Deutschland in Niedersachsen. Er beantragte einen neuen Reisepass mit „Preußen“ als Geburtsland und bezeichnete sich öffentlich als „Staatenloser“. Darum stufte ein Gericht ihn im April 2022 als verfassungsfeindlichen „Reichsbürger“ ein und entließ ihn aus dem Polizeidienst. Dagegen legte er Berufung ein. Auch er gehörte zum militärischen Führungsstab der Reußgruppe und versuchte mit anderen Mitgliedern im November 2022, in Norddeutschland gezielt Polizisten für die Gruppe anzuwerben. Auch er verknüpfte öffentlich Reichsbürger- und QAnon-Thesen.
Melanie Ritter ist eine Ärztin aus dem Landkreis Peine und Partnerin von Michael Fritsch. Sie trat mit ihm öfter bei Corona-Protesten auf, so 2021 bei einer Wahlkampfveranstaltung der Partei dieBasis in Hannover. Sie soll die Reußgruppe finanziell unterstützt haben und war im „Rat“ als Gesundheitsministerin vorgesehen.
Frank Heppner (* 1960) ist ein Münchner Koch, der in Kitzbühel ein Restaurant leitet. Nach Medienberichten sollte er nach dem geplanten Umsturz die Kantinen der „neuen deutschen Staatsform“ übernehmen und den „militärischen Arm“ der Gruppe verpflegen. Er soll Lebensmittel, Küchenutensilien und ein Notstromaggregat für einen Mitstreiter besorgt und ein Wohnmobil gekauft haben.
Die Richterin Birgit Malsack-Winkemann (* 1964) war von 2017 bis 2021 Bundestagsabgeordnete der Alternative für Deutschland (AfD) und hatte Treffen des rechtsextremen „Flügels“ der AfD besucht. Im Haushaltsausschuss des Bundestags leugnete sie kontinuierlich die COVID-19-Pandemie, lehnte Schutzimpfungen als angebliche staatlich erzwungene „Gentherapie“ ab, vertrat die Verschwörungstheorien vom Großen Austausch und vom Great Reset sowie die QAnon-Ideologie. Sie soll in der Reußgruppe auf einen möglichst baldigen Umsturz gedrängt haben. Im Sommer 2021 zeigte sie Eder und Wörner die Parlamentsgebäude und führte Wörner drei Wochen später erneut durch das Regierungsviertel. Zudem zeigte sie mehreren Mitbeschuldigten die Plätze der Regierungsmitglieder und informierte sie im September 2022 über die Sitzungswochen des Bundestags. Seitdem soll sie mit Pescatore das Eindringen in das Reichstagsgebäude geplant haben. Sie sollte einen bewaffneten Sturmtrupp mit ihrer Zugangskarte hineinlassen, die sie als ehemalige Bundestagsabgeordnete besaß. Nach ihrer Festnahme bestätigte sie, dass sie im „Rat“ der Gruppe für das Justizressort zuständig war, weitere Mitglieder zu rekrutieren versucht und zweimal Mitbeschuldigte durch das Reichstagsgebäude geführt hatte, jedoch Monate vor ihrem Eintritt in die Reußgruppe. Die dabei entstandenen Fotos und Videos vom 1. und 18. August 2021 zeigten Hinweisschilder, Treppenhäuser, unterirdische Verbindungsgänge und Parkplätze in der Tiefgarage des Bundestags. Am 16. März 2023 wurde sie vorläufig von ihrem Richteramt suspendiert.
Ruth Hildegard Leiding (68) aus Heppenheim schrieb selbstverlegte Bücher zur Astrologie, gab Seminare dazu und machte angeblich „präzise astrologische Prognosen“. So behauptete sie, 2022 bis 2024 würden wirtschaftlich, medizinisch und politisch „die Jahre des großen Umbruchs“. Es gehe um eine Jahrhundertkonstellation, „wie sie letztmalig 1914 bestand“. Sie hatte 2018 den AfD-Ortsverband Heppenheim mitgegründet und galt in der AfD als radikale Staatsgegnerin auf der Linie von Björn Höcke. Auf ihrer Facebookseite teilte sie Videos der AfD, von Hans-Georg Maaßen und zum Thema „Warum die Deutschen ausgelöscht werden sollen und warum das deutsche Kaiserreich so wichtig ist“. Sie war im Schattenkabinett von Reuß als Verwaltungsexpertin, für „Spiritualität“ und „Transkommunikation“ vorgesehen. Birgit Malsack-Winkemann hatte sie im Bundestag angestellt und aus der Mitarbeiterpauschale für ihre astrologische Beratung bezahlt.
Christian Wendler ist ein Landschaftspfleger in Olbernhau. Er war in der Gruppe speziell für die Waffenbeschaffung zuständig. Bei ihm fanden die Ermittler Schusswaffen.
Der IT-Unternehmer und Rechtsanwalt Tim Paul Gorgass aus Hannover war laut BGH-Haftbeschluss in der Reichsbürgerszene vernetzt und im Mai 2022 zur Reußgruppe gestoßen. Er war in deren Schattenkabinett als „Außenminister“ vorgesehen, um nach dem geplanten Umsturz Verträge mit anderen Staaten zu schließen. Bei ihm wurden gedruckte Texte zu den Aufgaben des Außenamts, zum „Abschluss völkerrechtlicher Verträge“ und zur Sicht Deutschlands in der Welt gefunden, zudem Karteikarten und Notizen zur Preußischen Verfassung. Danach sollte offenbar die künftige Legislative und Judikative umstrukturiert werden. Auf Initiative von Gorgass soll die Gruppe eine „Völkerrechtlerin“ aufgenommen haben, die diese Pläne unterstützte.
René R. aus Kämpfelbach ist ein klassisch ausgebildeter Sänger und war 2022 Mitglied der Mainzer Hofsänger geworden. Der „Rat“ soll ihn in seinem Schattenkabinett als Kulturminister vorgesehen haben. Am 23. März 2023 wurde R. aus der Untersuchungshaft entlassen, aber der Verdacht gegen ihn aufrechterhalten.
Ralf S. ist ein Dachdeckermeister aus Horb am Neckar. Er war in der Region als Organisator von „Querdenker“-Kundgebungen bekannt und hatte unter anderem im Februar 2021 zu einem Autokorso gegen die Coronaschutzmaßnahmen aufgerufen.
Wolfram S. war laut dem Generalbundesanwalt für den Aufbau der IT-Struktur der Gruppe verantwortlich, soll Laptops beschafft und abhörsichere, verschlüsselte Kommunikation für den militärischen Arm ermöglicht haben. Zudem habe er den Aufbau mehrerer zentraler Datenbanken für Informationen zu den „Heimatschutzkompanien“ geplant.
Johanna Findeisen-Juskowiak war 2021 Kandidatin der Basis-Partei im Bundestagswahlkreis Bodensee. Am 7. Dezember 2022 wurde ihr Haus in Frickingen durchsucht. Am 22. Mai 2023 wurde sie festgenommen und wird seitdem ebenfalls als Mitglied der Gruppe beschuldigt. Sie soll spätestens im November 2022 Kontakt zu einem Generalkonsul Russlands gesucht und diesen zweimal getroffen haben, um Unterstützung für die Reußgruppe zu erhalten. Zudem soll sie den bekannten „Reichsbürger“ Ralph T. Niemeyer am 30. November 2022 telefonisch gebeten haben, einen Kontakt zu Russlands Staatspräsident Putin oder zum russischen Außenminister Sergei Lawrow herzustellen. Niemeyer gab an, er habe ihr erklärt, er dürfe sein abhörsicheres Satellitentelefon nur mit sehr gutem Grund für den direkten Kontakt zu den Pressesprechern Dmitri Sergejewitsch Peskow und Marija Wladimirowna Sacharowa nutzen.
Hans-Joachim H. (Landkreis Harburg) soll der Gruppe insgesamt 140.000 Euro gespendet sowie an Treffen für Sponsoren und zur Rekrutierung weiterer Mitglieder teilgenommen haben.
Steffen W. (Landkreis Freudenstadt) soll am Aufbau der geplanten „Heimatschutzkompanien“ führend mitgewirkt, Bedarfslisten für Waffen und Munition angelegt und die Übernahme einer Kaserne geplant haben. Die beiden wurden am 22. Mai 2023 festgenommen.
Markus L. aus Reutlingen ist Sportschütze und Mitglied in einem lokalen Schützenverein. Er besaß legal mindestens 22 Schusswaffen und war Spender für die AfD.

### Mutmaßliche Unterstützer
Die Russin Vitalia B. (* 1983 in Kaliningrad) gilt als Lebensgefährtin von Reuß. Sie war am 1. Oktober 2002 in Deutschland eingereist und hatte bis 2019 Kunstgeschichte an der Ruprecht-Karls-Universität Heidelberg studiert. Nach ihrer Promotion wollte sie angeblich nach Russland zurückkehren. Sie hatte Kontakte zum Konsulat Russlands in Leipzig, vermittelte 2020 die Teilnahme von Reuß an der dortigen Feier zum russischen Nationalfeiertag. Am 13. Juni 2022 besuchte sie das Konsulat mit Reuß erneut. Der Generalbundesanwalt verdächtigt sie als Helferin bei der Kontaktaufnahme zur Regierung Russlands, fand aber bis Ende 2022 keine Hinweise auf eine positive russische Antwort darauf. Nach ihrer Festnahme im Jagdschloss von Reuß soll sie sich Vollzugsbeamten als „Maria Romanov“ vorgestellt und ihre Unschuld betont haben.
Alexander Quade aus Dutenhofen, ein regional bekannter „Reichsbürger“, war mit Vorträgen in ganz Deutschland aktiv. Mit seinem Telegram-Kanal mit rund 130.000 Abonnenten verbreitete er Esoterik, Weltuntergangsszenarien und Verschwörungstheorien von einem „Deep State“ und einer angeblichen geheim herrschenden „Elite“. Donald Trump sei „die inkarnierte Seele von Erzengel Uriel“ und habe von außerirdischen „Plejadiern“ vollständige Informationen über die „Galaktische Föderation“ erhalten. Quade soll einen eigenen TV-Sender sowie die Übernahme von Radio Andernach der Bundeswehr geplant haben.
Frank R., Besitzer einer Autowerkstatt und wie Christian Wendler ehemaliger Stadtrat (CDU) in Olbernhau, wurde dort ebenfalls verhaftet. Bei ihm fanden Ermittler einen vierseitigen ausgedruckten Mailwechsel von drei Beschuldigten mit dem russischen Generalkonsulat in Leipzig. Die erste Mail wurde am 28. November 2022 über R.s Firmenserver versandt. Die Absender stellten sich als prorussische Unternehmer vor, beklagten angeblich einseitige deutsche Medienberichte zum Russland-Ukraine-Krieg und baten das Konsulat um ein persönliches Treffen dort. Aus bisher unbekanntem Grund schlug ihnen ein hochrangiger russischer Diplomat zwei Tage später ein Treffen im Konsulat am 8. Dezember 2022 vor.
Die Schweizer Zwillingsbrüder Sandro und Claudio R. aus dem Kanton St. Gallen wurden nach gefundenen Belegen im Dezember 2021 von Maximilian Eder dazu beauftragt, Beweise für einen angeblichen elitären Kinderschänderring zu finden. Sie sollten zwei angebliche Kinderschänder in der Schweiz observieren, um über sie unterirdische Tunnel unter der Ruine Dorneck bei Basel zu finden, wo die Reußgruppe massenhaft missbrauchte Kinder vermutete. Im Januar 2022 erhielt ihre Kontaktperson Johanna Findeisen-Juskowiak auf Nachfrage von ihnen Fotos angeblich geheimer Wegmarken zu den vermuteten Kerkern und ein Video einer Pkw-Rückbank als angeblichen Beweis für Transporte entführter Kinder. Bis Dezember 2023 überwies die Gruppe ihnen insgesamt knapp 139.000 Euro für angeblich benötigte Hilfsmittel. Zudem überbrachte Eder weitere Summen persönlich. Eine Gegenleistung erhielt die Gruppe nicht. Der Generalbundesanwalt hält die Brüder für von der Reußgruppe beauftragte Waffenbeschaffer. Die Bundesanwaltschaft der Schweiz eröffnete ein Strafverfahren gegen sie wegen „Unterstützung bzw. Beteiligung an einer terroristischen Organisation“.
Der „Reichsbürger“ Mustafa S. betreibt in Niedersachsen ein „Amt für Menschenrechte“. Ab Juli 2020 unterstützte er Reuß bei dessen juristischen Versuchen, Immobilien und Land aus dem Eigentum seiner adeligen Vorfahren zurückzubekommen. Ende Juli 2020 soll Reuß ihm dafür 10.000 Euro auf ein Bankkonto in Kiew überwiesen haben. Im August 2020 forderte S. von Reuß per Brief 500.000 Euro für die Ausarbeitung einer Landesverfassung; Reuß lehnte ab.
Reuß kannte den AfD-Bundestagsabgeordneten Maximilian Krah seit Jahren. Ab Oktober 2022 erwog die Gruppe, Krah das Ressort Finanzen und Wirtschaft in einer Übergangsregierung zu übertragen. Ob sie dazu mit ihm Kontakt aufnahm, ist ungeklärt.

### Weitere Beschuldigte
Mehr als 30 nicht festgenommene Personen führt der Generalbundesanwalt als weitere Beschuldigte im Verfahren gegen die Reußgruppe.
Die Polizeibeamtin Ivonne G. aus dem Kreis Minden-Lübbecke wurde infolge der ersten Razzia vom Dienst suspendiert und es wurde ein Disziplinarverfahren gegen sie eingeleitet.
Der vorbestrafte rechtsextreme „Reichsbürger“ Matthes Haug aus Tübingen referierte bei mehreren Treffen der Gruppe Reuß über das angebliche Fortbestehen dieses Reichs. Er war in deren Schattenkabinett für Fragen des Völkerrechts vorgesehen. Nach den Festnahmen trat er weiter öffentlich auf, zuerst am 13. Dezember 2022 in Hannover. Dort räumte er mehrere Treffen mit Reuß ein, bei denen es um die Rechtsgrundlagen von dessen Reich gegangen sei. Mit Putschplänen und Waffen habe er nichts zu tun. Am 16. Dezember 2022 in Heilbronn rechtfertigte er einen angeblichen Führungsanspruch von Reuß unter anderem mit dessen angeblicher Blutsverwandtschaft mit den Romanows.
Der QAnon-Ideologe Traugott Ickeroth aus Saarbrücken schrieb verschwörungsideologische Bücher, etwa zur „Neuen Weltordnung“ und zu den Illuminaten, trat 2020 bei Corona-Protesten auf und verkündete dort weitreichende Umsturzfantasien.
Ein für Rechtsextremismus zuständiger Staatsschutz-Beamter im Landeskriminalamt Niedersachsen (LKA) war eventuell dienstlich mit anderen Beschuldigten wie Michael Fritsch befasst und könnte mit der Reichsbürgerszene zusammengearbeitet, auf bevorstehende Einsätze hingewiesen oder Ermittlungsergebnisse zurückgehalten haben. Er durfte während der Ermittlungen sein Amt nicht ausüben, seine Dienststelle nicht betreten und musste seine Dienstwaffe abgeben. Laut dem Niedersächsischen Innenministerium war er nur für wenige Wochen im Herbst 2021 im Staatsschutz tätig und in dem Bereich nicht speziell aus- und fortgebildet. Im September 2023 leitete Niedersachsens Innenministerium ein Disziplinarverfahren gegen ihn und einen früheren Polizeioberkommissar aus Göttingen ein.
Der Politiker und „Reichsbürger“ Ralph T. Niemeyer (zuletzt dieBasis) war mit Michael Fritsch und Ruth Hildegard Leiding bei „Querdenker“-Kundgebungen aufgetreten und hatte Maximilian Eder zweimal auf seine Bühne eingeladen. Im September 2022 führte er als selbsternannter „Exil-Kanzler“ einer deutschen „Exil-Regierung“ in Russland Gespräche mit hohen russischen Regierungsvertretern und erklärte die deutsche Bundesregierung danach öffentlich für „suspendiert“. Seitdem ermittelt die Staatsanwaltschaft München gegen ihn gemäß § 100a StGB wegen des Verdachts der „Landesverräterischen Fälschung“, nämlich des Versuchs, einer fremden Staatsmacht falsche Informationen zu übermitteln, die Deutschlands Sicherheit gefährden können. Nach seiner Russlandreise baten Mitglieder der Reußgruppe ihn zweimal, für sie einen Kontakt zu Putin herzustellen. Niemeyer bestätigte diese Kontakte, bestritt aber Botendienste und Kenntnis von Putschplänen; diese lehne er ab.
Gemäß seiner Aussage im Hauptverfahren habe ihn eine „Swetlana“ am 5. Dezember 2022 in Wittenberg gebeten, Russlands Staatsregierung Dokumente von Reuß zu überbringen. Die auf Mai 2021 datierten, russisch verfassten Briefe hätten Putin gebeten, mit Reuß als Regenten des „Deutschen Imperiums“ über einen Friedensvertrag zu verhandeln. Sie trugen das Siegel von Reuß und sollten ihn offenbar nach dem geplanten Putsch als künftiges Oberhaupt Deutschlands legitimieren. Im Januar 2023 hatten BKA-Beamte die Dokumente bei ihm abgeholt. Am 22. März 2023 wollten sie auch Niemeyers Speichermedien in München beschlagnahmen, die er jedoch nach Moskau mitgenommen hatte. Laut dem BKA hatte er die Reuß-Dokumente nur unvollständig als Scan übermittelt. Zudem suchte man bei ihm Speicherdaten über die „Ziele, Struktur und personelle Zusammensetzung“ der Reußgruppe und über „Kontakte und Kommunikationswege zu weiteren Beschuldigten oder noch unbekannten Mittätern, Mitgliedern oder Unterstützern“.

### Umfeld
Der Reuß-Unterstützer Frank Haußner hatte seit 2017 enge Kontakte zu Stephan Brandner und Björn Höcke (AfD) und organisierte mit der AfD regelmäßig Montagsspaziergänge, „Heldengedenken“ und Stadtfeste. Im Dezember 2022 organisierte Haußner eine Solidaritätskundgebung für den festgenommenen Reuß in Zeulenroda, wo er dessen Gruppe vor etwa 150 Besuchern als „Akteure im Widerstand gegen ein Unrechtssystem, Teil der Wahrheitsbewegung, Teil der Freiheitsbewegung“ verteidigte.
Führende AfD-Politiker hatten Birgit Malsack-Winkemann noch im Oktober 2022 in einem dienstrechtlichen Gerichtsverfahren gegen den Vorwurf mangelnder Verfassungstreue verteidigt. Bis Ende 2022 schloss die AfD sie nicht aus ihrem Schiedsgericht aus. Ruth Hildegard Leiding war seit 2018 AfD-Mitglied gewesen und hatte eine AfD-Ortsgruppe in Heppenheim mitgegründet, die der AfD-Kreisverband jedoch wegen Formfehlern ablehnte. Sie galt in der AfD als besonders radikale Staatsgegnerin auf der Linie von Björn Höcke. Die AfD „annullierte“ ihre Parteimitgliedschaft kurz nach ihrer Festnahme. Christian Wendler war 2020 AfD-Stadtrat in Olbernhau gewesen und seit 2021 Administrator für den Bereich Sachsen des „Veteranenpools“ auf Telegram, aus dem die weitere mutmaßliche Terrorgruppe Vereinte Patrioten entstand.
Mehrere mutmaßliche Mitglieder hatten Kontakte zur rechtsextremen Szene. Thomas T. war früher Mitglied der Rockergruppe Gremium MC, zu der Neonazis aus dem Raum Nürnberg gehören. Peter Wörner betrieb 2010 mit Mitgliedern der NPD-Jugend einen Internetshop und trat 2019 bei einem „Überlebenswochenende“ in der Rhön mit dem Holocaustleugner Nikolai Nerling in einem Video auf.
„Reichsbürger“ wie Matthes Haug (Tübingen), Joachim Hieke (Hannover) und Hans-Joachim Müller (Leipzig) rechtfertigen die Ansprüche von Reuß als vermeintlicher „König von Preußen“ und verbreiten sie weiter, etwa in Müllers Telegramgruppe „Startpunkt zur Freiheit“. Müller warb seit 2020 mit Martin Kohlmann, dem Gründer der rechtsextremen „Freien Sachsen“, für ein eigenes Königreich dort. Ab Oktober 2022 warb er beim Szenetreffen „Zukunftsprozess Deutschland“ in Pfiffelbach (Thüringen) für eine Wiederherstellung des Reichs von 1871 und für die Adelsfamilie Reuß. Am 13. Dezember 2022 begrüßten Haug, Hieke und Müller in Hiekes Leibniz Theater in Hannover die Razzien gegen die Reußgruppe als „Aufweckprogramm für die deutschen Schlafschafe“.
Jürgen Elsässer betitelte ein Video seines rechtsextremen Magazins Compact vom 7. Dezember 2022 „BKA erfindet Reichsbürger-Putsch“, um wie das NS-Regime nach dem Reichstagsbrand 1933 gegen „die Opposition“ vorzugehen. Damit relativierte er den Nationalsozialismus. Er hatte seit 2020 kontinuierlich ein Zusammengehen von „Querdenkern“ und „Reichsbürgern“ propagiert.
Im November 2024, während des Strafprozesses, erschienen im Saale-Orla-Kreis und im Landkreis Greiz erneut Aufrufe einer „Wahlkommission Reuß“: Wer eine 
„Staatsangehörigkeit nach Reuß jüngere oder ältere Linie“ nachweisen könne, solle an einer (fiktiven) „Gemeinderatswahl“ oder „Wahl des Verwesers“ teilnehmen. Als Kopf dieser Unterstützergruppe gilt Ingo R. aus dem Erzgebirgskreis. Die Bundesanwaltschaft führt ihn seit 2024 als „verfahrensrelevante Person“. Reuß, der die Gruppe 2020 für seinen Fantasiestaat „Fürstentum Reuß“ gegründet hatte, distanzierte sich nun über seinen Anwalt von deren Aktivitäten.

## Folgen

### Sicherheitsmaßnahmen
Im November 2022 wurden laut CDU-Generalsekretär Mario Czaja die Sicherheitsvorkehrungen im Bundestag erhöht, Absperrungen errichtet und die Bundestagspolizei über die Bestrebungen zum Erstürmen des Bundestagsgebäudes unterrichtet.
Weil die Beschuldigte Birgit Malsack-Winkemann bewaffnete Gruppenmitglieder ins Reichstagsgebäude lassen wollte, erteilte Bundestagspräsidentin Bärbel Bas ihr ein Betretungs- und Hausverbot. Zudem will die Bundestagsverwaltung die Inhaber von Hausausweisen fortan alle zwei Jahre auf ihre Zuverlässigkeit hin überprüfen. Frühere Abgeordnete sollen nur noch nach einer Prüfung von Einträgen über sie in Polizeidatenbanken Zugang erhalten. Seit 17. Dezember 2022 müssen Abgeordnete ihre Gäste anmelden; diese werden dann überprüft. Inhaber eines Hausausweises müssen das Reichstagsgebäude wie Gäste durch eine Sicherheitsschleuse betreten. Bärbel Bas kündigte weitere Schutzmaßnahmen an, betonte jedoch, der Bundestag solle ein „offenes Haus“ bleiben und dürfe Besucher des Parlaments nicht generell ausschließen.
Bundestagsabgeordnete der SPD und der Grünen forderten, den Besitz halbautomatischer Waffen zu verbieten. Vertreter der FDP lehnten dies ab und forderten stattdessen, das geltende Waffenrecht besser durchzusetzen.
Bundesinnenministerin Nancy Faeser wollte verfassungsfeindliche Staatsbeamte künftig durch bloße Verwaltungsakte, ohne langwierige Verwaltungsgerichtsverfahren, aus Sicherheitsbehörden entfernen lassen. Familienministerin Lisa Paus kündigte ein Demokratiefördergesetz an, um zivilgesellschaftliches Engagement gegen antidemokratische und menschenfeindliche Strömungen zu stärken. Am 12. Dezember 2022 besprachen der Innenausschuss und der Rechtsausschuss des Bundestags die Razzia und die Gefahrenlage durch „Reichsbürger“.

### Information der Öffentlichkeit
Einige Medien waren vorab über die Razzia vom 7. Dezember 2022 informiert und veröffentlichten schon kurz nach deren Beginn vorbereitete Recherchen zu der Gruppe. Kritisch diskutiert wurde, ob und inwieweit dies die Ermittlungen und Zugriffe gefährdet und Persönlichkeitsrechte der Betroffenen verletzt haben könnte oder ob die Sicherheitsbehörden die Medien damit für ihre Zwecke benutzt hätten. Andere Journalisten sahen Mediendialoge mit Sicherheitsbehörden als für beide Seiten nützliches Standardverfahren, bei dem Vertraulichkeit gewährleistet sei.

### Reaktionen von Politikern
Vertreter der meisten Bundestagsparteien befürworteten den Polizeieinsatz gegen die Gruppe und äußerten sich besorgt über deren Bewaffnung und Pläne.
Der AfD-Vorsitzende Tino Chrupalla behauptete, seine Partei habe mit Reichsbürgern, die er „Spinner“ nannte, „überhaupt nichts zu tun“. Falls die Vorwürfe gegen Malsack-Winkemann sich bestätigten, werde man sie aus der AfD ausschließen. Andere AfD-Vertreter zogen Warnungen vor der Gruppe und ihrer Ideologie ins Lächerliche, bezeichneten die Razzia als „Ablenkungsmanöver“ und schwiegen zur Beteiligung einer AfD-Abgeordneten an dem mutmaßlichen Putschplan. Björn Höcke riet AfD-Mitgliedern per Brief, Chatgruppen zu verlassen, in denen friedliches Demonstrieren für Grundrechte als unwirksam und andere Mittel als nötig dargestellt würden. Im Anschluss an den Blog Tichys Einblick nannte Höcke die Razzia eine „Inszenierung“ und das Vorhaben der Reußgruppe einen „Rollator-Putsch“. Letzteren Ausdruck griff Alice Weidel in einer Bundestagsdebatte am 14. Dezember 2022 auf. Gottfried Curio sprach dort von einer „Rentner-Combo“ und nannte die Razzia eine von den Regierungsparteien geplante und inszenierte „Show“ vor geladenen Mediengästen.
Vertreter anderer Parteien wiesen dies scharf zurück: Die größte Bedrohung der demokratischen Grundordnung komme von rechts (Nancy Faeser, SPD); die Gruppe sei zu Mord und Totschlag bereit gewesen (Marco Buschmann, FDP); die AfD-Abgeordneten seien „Feinde der Demokratie“ (Sebastian Hartmann, SPD), „der parlamentarische Arm dieser Gruppe“ und ein „Brandbeschleuniger genau dieser demokratiefeindlichen Bewegungen“ (Irene Mihalic, Grüne). Der SPD-Parteivorsitzende Lars Klingbeil forderte, der Verfassungsschutz müsse die AfD bundesweit beobachten. AfD-Mitglieder gehörten nicht in Parlamente, Gerichte oder den öffentlichen Dienst. Thüringens Innenminister Georg Maier (SPD) schlug ein Parteiverbotsverfahren gegen die AfD vor: Sie sei klar belegt verfassungsfeindlich, wolle „dieses System überwinden“, zeige dabei aggressives Verhalten bis hin zu Gewaltbereitschaft und sei eine relevante Gefährdung der Demokratie. Der CDU-Vorsitzende Friedrich Merz lehnte ein AfD-Verbot strikt ab, während Vertreter von Grünen, SPD und Linkspartei eine offene Debatte darüber bejahten.

### Einordnung durch Experten
Das Bundesamt für Verfassungsschutz (BfV) sieht die Reußgruppe als „Musterbeispiel für die Herausbildung einer neuen gewaltorientierten Mischszene“, in der „Reichsbürgerideologien, Verschwörungserzählungen aus dem Bereich der Delegitimierer und rechtsextremistische Narrative zusammenfließen“. Besonders die Propaganda von einem bevorstehenden „Tag X“ könne in solchen Gruppen erheblichen Handlungsdruck erzeugen und schwere Gewalttaten auslösen.
Der Extremismusforscher Peter R. Neumann warnte davor, die Gruppe als harmlos abzutun. Die Mitglieder seien von ihrer Ideologie überzeugt und hätten schon Waffen, Geld und andere Ressourcen beschafft. Zwar hätten sie den angestrebten Umsturz nie erfolgreich durchführen, aber durchaus Terroranschläge verüben und Politiker als Geiseln nehmen und so die Bundesrepublik destabilisieren können. Auch andere Terrorgruppen ließen sich von fiktiven Ideen leiten und verfolgten unerreichbare Ziele. Zudem wisse niemand, wie viele radikalisierte Anhänger der Gruppe und verwandte Gruppen noch unentdeckt geblieben seien.
Die Rechtsextremismusexperten Andrea Röpke und Andreas Speit betonten, bisher sei nur ein sehr kleiner Bruchteil der gewaltbereiten „Reichsbürger“ festgenommen worden: „Die Ermittler hätten sich auch etliche andere Gruppen aussuchen können, die gefährliche Umsturzpläne hegen.“ Die Reichsbürgerszene habe sich seit Beginn der COVID-19-Pandemie stark radikalisiert und mit der AfD und dem „Querdenker“-Milieu vermischt, so dass ein „riesiges radikales Netzwerk“ entstanden sei. Der Verfassungsschutz unterschätze die Gesamtzahl der Reichsbürger und ihren gewaltbereiten Anteil. Auch die scheinbar harmlosen Varianten der Reichsbürgerideologie seien ein „Radikalitätsmotor“, der von Selbstermächtigung zu Bewaffnung und Terroranschlägen führen könne. Anders als früher gehe es Reichsbürgern nicht mehr um Selbstverteidigung, sondern Angriff: Umsturzpläne würden heute in der Szene massenhaft diskutiert, etwa in vielen Telegram-Kanälen. Durch die „Querdenker“ hätten die Reichsbürger massenhaften Zuspruch erhalten, der ihr Gefühl der Ermächtigung gestärkt habe. Viele der 25 Festgenommenen seien politisch seit Jahren bekannt gewesen, etwa als „Querdenken“-Redner, und hätten sich öffentlich radikalisiert. Viele mit ihnen verbundene Szenevertreter seien nicht festgenommen worden und verfolgten ihre demokratiefeindlichen Pläne nun vermutlich nichtöffentlich weiter. Die Distanzierung der AfD von den Reichsbürgern sei unglaubwürdig, da sie eine rechte Sammlungsbewegung sein wolle, Geschichtsrevisionismus zum „Deutschen Reich“ betreibe und diesen Kurs unter Alexander Gauland und Björn Höcke fortsetze.
Für den Politikwissenschaftler Hajo Funke sind alle Angehörigen der Reichsbürgerszene rechtsextreme Demokratiefeinde, die den Sturz der Republik wollen. Er verwies auf auch von Reuß vertretene Thesen, Juden und Freimaurer hätten „den Ersten Weltkrieg angezettelt, um die Zahl jüdischer Menschen auszudehnen“. Solcher Unsinn mache sie nicht weniger gefährlich. Ihre Gewaltbereitschaft habe sich schon am 29. August 2020 beim Versuch gezeigt, in das Reichstagsgebäude einzudringen. Die Coronaproteste hätten die Reichsbürgerszene gestärkt; ihre Ideologien deckten sich erheblich, auch mit denen der AfD. So habe Björn Höcke am 3. Oktober 2022 in Gera ein „faschistisches Gesamtprogramm“ verkündet, das sich nur mit Bürgerkrieg realisieren lasse. Zwar gebe es in Deutschland keine realistischen Putschstrategien, aber größenwahnsinnige Ideen kleiner Gruppen, die Terrorgewalt nahelegen oder planen. Die Razzia sei richtig gewesen, doch die terroraffinen Netzwerke der Reichsbürger seien noch nicht durchschaut und angegriffen. Diese mit kritischen und genauen Informationen aufzuklären, sei Aufgabe der Medien.
Der Rechtsextremismusforscher Matthias Quent erklärte, eine erfolgreiche Umsetzung des Gruppenplans wäre „ein Signal gewesen an militante, gewaltbereite Netzwerke und Gruppen im ganzen Land, dass es jetzt losgeht. […] Man hätte damit rechnen können, dass es zu Entführungen, vielleicht sogar Ermordungen, zu Erstürmungen öffentlicher Orte kommt, zu einer erheblichen Gefährdung für die öffentliche Sicherheit und nicht zuletzt hätte es die Demokratie nachhaltig beschädigt.“
Der Politikwissenschaftler Jan Rathje vom CeMAS – Center für Monitoring, Analyse und Strategie findet Tendenzen der Reußgruppe zum Libertarismus und zum Faschismus: Sie habe eher das Recht des Stärksten als die Monarchie durchsetzen und den ganzen Staat danach ausrichten wollen.

## Strafprozesse
Am 11. Dezember 2023 klagte der Generalbundesanwalt insgesamt 27 Beschuldigte der Gruppe an, unter anderem wegen Mitgliedschaft in oder Unterstützung einer terroristischen Vereinigung (§ 129a StGB) und Vorbereitung eines hochverräterischen Unternehmens (§ 83 StGB). Neun davon wurden vor dem OLG Stuttgart, zehn weitere vor dem OLG Frankfurt am Main, die übrigen acht vor dem OLG München angeklagt.
Erstmals in der bundesdeutschen Justizgeschichte wurde ein zusammenhängender Tatkomplex wegen der Prozessökonomie dreigeteilt, um die jeweils spezifische Tatbeteiligung der einzelnen Angeklagten beweisen und ahnden zu können.
Die drei Oberlandesgerichte ließen die Anklagen jeweils zu und eröffneten ab Mai 2024 das Hauptverfahren gegen noch 26 Angeklagte. Der Angeklagte Norbert G. war vor Prozessbeginn gestorben.

### OLG Stuttgart
Am 29. April 2024 begann der Prozess gegen Markus H., Marco van H., Matthias H., Markus L., Andreas M., Alexander Q., Ralf S., Wolfram S. und Steffen W. in Stuttgart-Stammheim. Acht Angeklagte wurden dem militärischen Arm der Gruppe zugerechnet. Der neunte, Markus L., wurde wegen versuchten Mordes angeklagt. In diesem Prozess sollten mehr als 300 Zeugen befragt werden, darunter 270 Polizeibeamte. Der Vorsitzende Richter Joachim Holzhausen lehnte die Forderung der Verteidiger ab, den Prozess auszusetzen und mit den übrigen Verfahren zusammenzulegen.
Laut SEK-Videos, gesicherten Spuren und Zeugenaussagen hatte Markus L. sich in seiner Wohnung auf bewaffnete Gegenwehr vorbereitet, eine geladene Pistole mit Ziellampe unter sein Kopfkissen gelegt, ein geladenes Gewehr griffbereit an die Eingangstür gestellt und eine Schutzweste über einen rollbaren Schreibtischstuhl gehängt. Beim Aufsprengen der Tür war er dahinter in Deckung gegangen. Das SEK forderte ihn mehrmals auf, seine Waffe wegzulegen, worauf er „Zurückgehen, oder ich schieße“ rief. Ein SEK-Beamter eröffnete den Schusswechsel, um dem schussbereiten L. zuvorzukommen. Dieser schoss dann mindestens zehn Mal auf SEK-Beamte und verletzte einen davon schwer, einen anderen leicht. Daraufhin zog das SEK sich zunächst zurück und evakuierte die Nachbarwohnungen, bis sich L. nach etwa 30 Minuten ergab.
In seiner Einlassung (September/Oktober 2024) bedauerte Ralf S., dass er in der Coronapandemie die Reichsbürgerideologie übernommen hatte, und räumte seine Treffen mit der Reußgruppe ein. Er habe ab 2022 zeitweise keine Steuern und Krankenversicherung mehr gezahlt, Lebensmittelreserven angelegt und einen „Reichspass“ beantragt, weil er wie sein Umfeld einen Blackout und Staatskollaps erwartet habe. Er habe gehofft, nach dem Umsturz unter Reuß „Bestallungsrichter“ zu werden. Für eine angebliche juristische Prüfung habe er 5.000 Euro Gebühr an Marco van H. überwiesen. Er sei Lügnern und Betrügern aufgesessen und glaube aktuell nicht mehr an QAnon und die „Allianz“. Die „Heimatschutztruppe“, die er aufbauen wollte, sei eher als technisches Hilfswerk für Strom- und Wasserausfälle am Umsturztag gedacht gewesen. Bei den Treffen sei auch über Waffen geredet worden. Ein Mitglied habe erklärt, er würde auch auf Plünderer schießen. Dass die Gruppe auch mit Gewalt „Deutschland vom Tiefen Staat reinigen wollte“, habe er verdrängt. Die Verschwiegenheitserklärung habe er großenteils aus dem Internet heruntergeladen und auf Verlangen von Marco van H. nur den Satz zur Todesstrafe für Verrat ergänzt.

### OLG Frankfurt am Main
Am 21. Mai 2024 begann die Hauptverhandlung gegen neun Angeklagte vor dem 8. Strafsenat (Staatsschutzsenat) des OLG Frankfurt. Dazu wurde in Frankfurt-Sossenheim ein Gebäude errichtet. Vorsitzender Richter ist Jürgen Bonk.

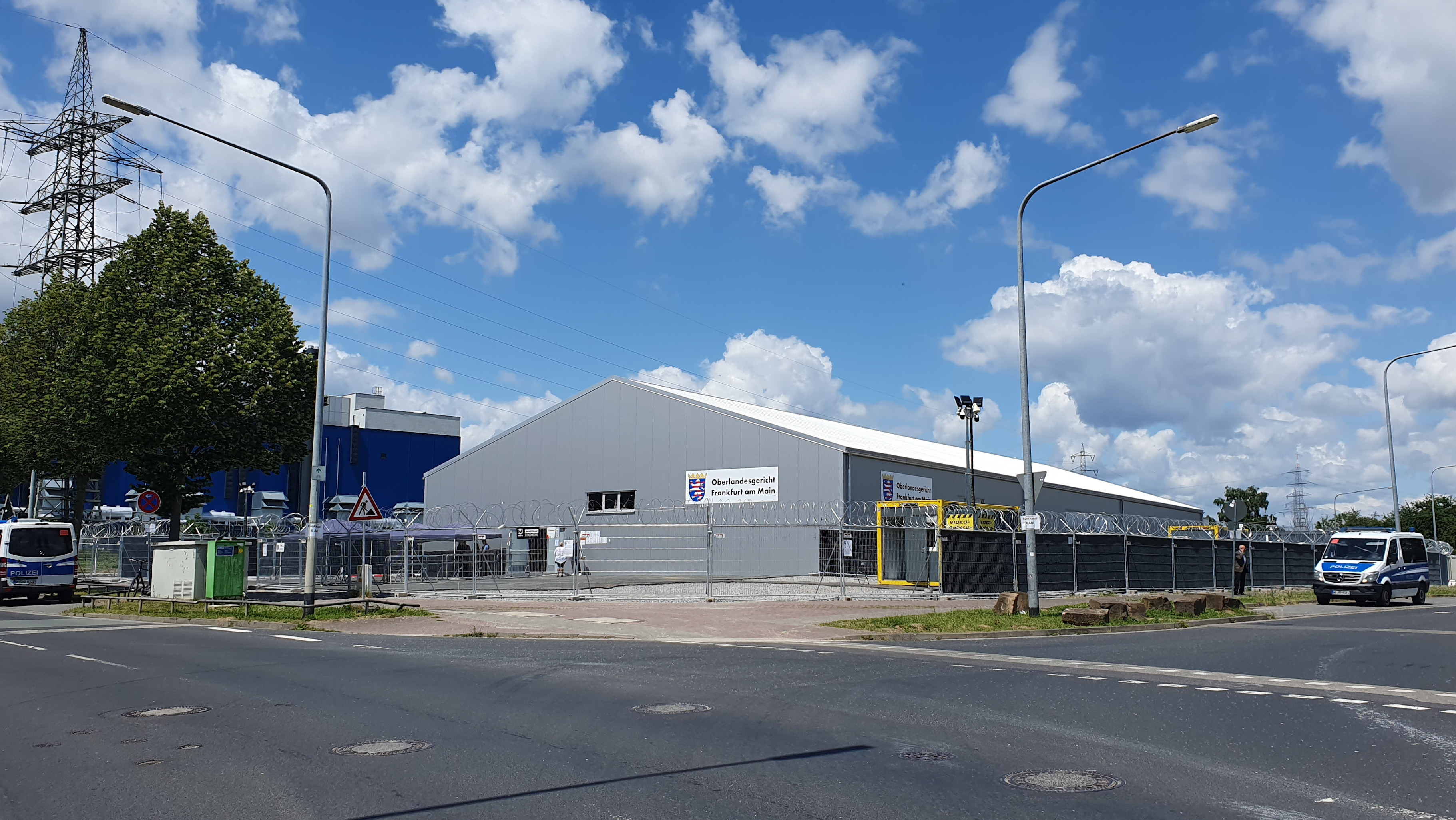
Metall-Leichtbauhalle des OLG Frankfurt am Main, Außenstelle Sossenheim

Die Angeklagten gehörten laut Anklage zum Führungskreis der Gruppe, die Reuß nach dem angestrebten Machtwechsel als provisorisches „Staatsoberhaupt“ vorsah. Er habe wesentlichen Einfluss auf deren Ausrichtung und Vorgehen gehabt und mit Vitalia B. Kontakt zur Russischen Föderation aufgenommen, um einen Friedensvertrag mit den Siegermächten des Zweiten Weltkriegs auszuhandeln. Pescatore habe den „militärischen Arm“ geführt, die „Heimatschutzkompanien“ konzipiert und deren Aufstellung geleitet. Malsack-Winkemann habe ihre Zugangsrechte zu den Bundestagsliegenschaften für die Putschpläne genutzt, die Gruppe bis mindestens September 2022 mit Informationen aus dem Parlamentsbetrieb versorgt und im Auftrag von Reuß den Aufbau neuer Justizstrukturen vorbereitet.
In seiner ersten Einlassung am 28. Juni 2024 sprach Reuß von einem „Auftrag“ seines Vaters, sich wieder am früheren Familiensitz in Thüringen anzusiedeln. Dafür habe er seit 1990 viel Zeit und Finanzmittel investiert. Er schwieg zu den Tatvorwürfen der Anklage, betonte aber, dass er Gewalt ablehne. Die „Erd-Allianz“, an die er geglaubt hatte, habe sich „als Trojanisches Pferd herausgestellt“. Er habe nur Kontakt zu russischen Stellen gesucht, um den Tod seines Adoptivgroßvaters im Zweiten Weltkrieg aufzuklären und in Russland vermutete Besitztümer des Hauses Reuß zurückzuerhalten. Zu den in Videos von 2019 und 2020 erklärte sein Anwalt, Reuß bekenne sich darin ausdrücklich zum Weltfrieden. Zu seiner Verteidigung werde man sich auf die internationale Konvention zum Schutz der indigenen Völker und deren Landrechte berufen
Johanna Findeisen-Juskowiak nahm laut Anklage an Führungstreffen der Reußgruppe teil und vermittelte dieser eine Spende von 150.000 Euro. In ihrer Einlassung erklärte sie, sie stamme aus einer „Waldorf-Dynastie“, glaube an Liebe und Reinkarnation, verachte jede Form von Gewalt und Macht, habe „keine Ahnung von Politik“ und sei in der Coronapandemie eher zufällig zur Partei dieBasis gelangt. Ihr Anwalt Martin Schwab verteidigte ihre QAnonideologie: Der „systematische Missbrauch von Kindern“ könne sich eines Tages als wahr herausstellen, „Meldungen über Masturbationsräume“ in Kitas häuften sich, die „Pandemie-Erzählung“ sei ein „Lügenkonstrukt“. Vitalia B. erklärte eine Überweisung von 166.000 Euro aus Russland als Zuwendungen ihrer Familie.
Malsack-Winkemann bestritt eine Absicht der Gruppe, den Bundestag zu stürmen, und behauptete, ihre Bundestagsführungen seien nur eine „touristische Aktion“ gewesen. Sie wisse nicht einmal, ob andere Angeklagte dabei gewesen seien. Einige hätten sich nur wenige Male gesehen. Bei ihrem ersten Treffen mit Reuß im Dezember 2021 sei ein „Rat“ kein Thema gewesen. Ende 2021 habe sie Pescatore und weitere Mitangeklagte getroffen, aber ein organisierter militärischer Arm der Gruppe sei ihr unbekannt. Es habe keine Formalitäten oder Protokolle gegeben. Reuß habe einen gewaltsamen Umsturz abgelehnt. Sie habe in der Gruppe nichts zu bestimmen gehabt und kaum Informationen erhalten. Die Anklage versuche, eine terroristische Vereinigung zu „konstruieren“. Sie bestritt einen Umsturzplan der Gruppe und den Aufbau bewaffneter „Heimatschutzkompanien“. Reuß sei kein Reichsbürger und habe eine weltweite Aktion eines angeblichen militärischen Geheimbundes namens „Allianz“ erwartet. Pescatore habe der Gruppe diese Allianz vorgestellt. Nur diese sei für den „Systemwechsel“, dafür „erforderliche Gewalthandlungen“, „Militärgerichte“ und ein großes „Aufräumen“ zuständig gewesen. Die Reußgruppe habe Deutschlands Regierung erst nach einer zweijährigen Militärherrschaft der „Allianz“ übernehmen sollen. Diese habe eine Verschwiegenheitsverpflichtung verlangt. Nur wegen ihrer Suspendierung vom Richteramt habe sie diese unterzeichnet. Einen vermeintlichen Verbindungsoffizier ihrer Gruppe zur „Allianz“ habe sie als Hochstapler durchschaut.
Bis Mai 2025 wurden die Fotos und Videos von Eder und Wörner vorgeführt, die sie im Spätsommer 2021 im Reichstagsgebäude angefertigt hatten und die Wegweiser, Gebäudepläne, Notausgänge, Treppenhäuser und unterirdische Anlieferungszugänge zeigten. Ein ehemaliger Generalleutnant der Bundeswehr bezeugte, Eder habe ihn für die Gruppe anzuwerben versucht und von einer geplanten „Beseitigung“ des damaligen Bundesgesundheitsministers Jens Spahn gesprochen. Er konnte Eders Aussagen jedoch nicht wörtlich zitieren.

### OLG München
Der Prozess gegen acht Angeklagte am OLG München begann am 18. Juni 2024. Vorsitzende Richterin ist Dagmar Illini. Ruth Leiding soll die Gruppe mitgegründet haben, frühzeitig in die Pläne für ein gewaltsames Eindringen in den Deutschen Bundestag eingebunden gewesen sein, neue Mitglieder rekrutiert haben und für deren „spirituelle Überprüfung“ sowie die persönliche Beratung von Reuß zuständig gewesen sein. Der Angeklagte Tomas M. habe im militärischen Führungsstab den Organisationsbereich „Menschenwesen“ geleitet. Dieser habe nach dem Umsturz unter anderem die Militärgerichtsbarkeit übernehmen und auch die Todesstrafe verhängen und vollstrecken sollen. M. sei mit Harald P. und weiteren Angeklagten Teil des Personenschutzkommandos für Reuß gewesen. Frank R. und Christian W. hätten für Dezember 2022 einen Gesprächstermin im Generalkonsulat der Russischen Föderation in Leipzig vereinbart, um Russlands Unterstützung für den Putschplan der Gruppe zu erhalten. W. habe zudem verschiedene Konzeptunterlagen sowie Präsentationen für Rekrutierungsveranstaltungen entwickelt.
Leiding bestätigte in ihrer Aussage viele Details der Anklage. Bei Christian W. gefundene Dokumente legten nahe, dass die Gruppe nach einem erfolgreichen Putsch die massenhafte Tötung von Muslimen und Antifaschisten geplant hatte. W. hatte in Chats, die im Prozess verlesen wurden, Möglichkeiten erkundet, viele Leichname einzuäschern.